# Бархатница норна
Бархатница норна (лат. Oeneis norna) — бабочки рода Oeneis семейства сатирид. Длина переднего крыла 21—30 мм.

## Этимология латинского названия
Норна (скандинавская мифология) — женское божество, определяющее судьбу человека при рождении.

## Ареал
Тундровая зона от Скандинавии до Сибири, Чукотки и Камчатки, горные тундры Сибири и Забайкалья, Аляска, Северо-западная Канада. В Восточной Европе этот вид — обитатель севера Скандинавского полуострова, локально распространен на юг до Центральной Финляндии. Тундровая и лесотундровая зона Кольского полуострова, полуостров Канин, Тиманский полуостров, Большеземельская тундра, Полярный, Приполярный и Северный Урал (к югу до 59 градуса северной широты). Более обычен в лесотундровой зоне и в горной тундре.
Бабочки населяют различные типы тундр: луговинные, каменисто-лишайниковые, ерниковые, мохово-кустарничковые, в равнинной тундре -мохово-кустарничковые сообщества болот, на Северном Урале — подгольцовые березняки.

## Биология
Двухгодичная генерация. Время лёта бабочек с конца июня по начало августа. Бабочки кормятся на цветках астрагалов и Ledum palustre. Часто бабочки сидят на каменистых участках, среди высокой травянистой растительности. Самцы летают патрулируя вершины холмов, охраняя тем самым свои индивидуальные участки, отгоняя пролетающих мимо бабочек, вместе с другими видами рода Oeneis могут собираться в небольшие группы. Яйца откладываются самкой одиночно на кормовые растения гусеницы или рядом на мох и почву. Стадия яйца длится 8 — 10 дней. Гусеница зимует дважды: в первый год — во втором-третьем возрасте, во второй — зрелые. Куколка находится на земле или у корней кормового растения. Продолжительность стадии куколки составляет 14 дней.